# Ulf Dinkelspiel
Ulf Dinkelspiel (ur. 4 lipca 1939 w Sztokholmie, zm. 9 stycznia 2017 tamże) – szwedzki finansista, dyplomata i polityk, w latach 1991–1994 minister w resorcie spraw zagranicznych.

## Życiorys
Kształcił się na University of Arkansas i w Wyższej Szkole Handlowej w Sztokholmie. Pracował jako makler giełdowy i w sektorze bankowym, m.in. w Stockholms Enskilda Bank. Był długoletnim pracownikiem resortu spraw zagranicznych, pracował w centrali ministerstwa, a także w ambasadach w Japonii i USA oraz w paryskim przedstawicielstwie Szwecji przy OECD. Pełnił funkcję sekretarza stanu w resorcie handlu (1979–1981) i członka gabinetu sekretarza stanu w ministerstwie spraw zagranicznych (1981–1982). W 1982 uzyskał rangę ambasadora, w latach 1988–1991 był głównym negocjatorem akcesji Szwecji do Wspólnot Europejskich. Od października 1991 do października 1994 z rekomendacji Umiarkowanej Partii Koalicyjnej zajmował stanowisko ministra bez teki w rządzie Carla Bildta, odpowiadając za sprawy europejskie i handel zagraniczny w ministerstwie spraw zagranicznych. Później powrócił do sektora biznesowego. Zmarł na chorobę nowotworową.